# Nicolae N. Beldiceanu

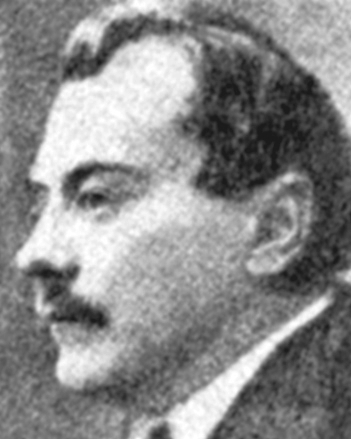
Nicolae Beldiceanu

Nicolae N. Beldiceanu (n. 15 mai 1881, Rădășeni, județul Suceava, România – d. 9 iunie 1923, Sibiu, România) a fost un prozator și publicist român. Este fiul poetului Nicolae Beldiceanu.
A făcut studiile secundare la Institutele Unite și la liceul Ștefan cel Mare din Iași unde tatăl său, poetul socialist Nicolae Beldiceanu, era profesor de limba română.
A debutat cu nuvele publicate în revistele Semănătorul și Făt Frumos și în ziare ca Epoca, Voința Națională și Conservatorul.
A mai colaborat la Viața Românească și Însemnări literare.

## Opere
- Chipuri de mahala (1905)
- Cea dintâi iubire (schițe, 1906)
- Petru și Ioan (traducere din Maupassant, 1908)
- Maica Melania (1909)
- Taina (1909)
- Cei dintâi fulgi (traducere din Maupassant, 1909)
- La un han odată (1911)
- Neguri (1911)
- Chilia dragostei (1913)
- Un singuratic (fără an)
- Fetița doctorului (fără an)
- Fântâna balaurului. Povestiri de război (fără an)
- Ospățul (1921)